# 機動戦士ガンダム ヴァルプルギス
『機動戦士ガンダム ヴァルプルギス』(MOBILE SUIT GUNDAM VALPURGIS) は、脚本：海冬レイジ、漫画：葛木ヒヨンによる日本の漫画。『ガンダムシリーズ』の漫画のひとつで、『ガンダムエース』にて2017年10月号から2023年1月号まで連載された。

## 概要
『ガンダムエース』創刊15周年とガンダムゲーム生誕30周年を記念して連載された作品で、『スーパーガンダムロワイヤル』と連動したイベントが定期実施された。
アニメ『機動戦士Ζガンダム』で描かれた、グリプス戦役の最後で戦死したパプテマス・シロッコの生まれ変わりらしき少年が、ガンダムに乗るというのが企画の趣旨である。続編の『機動戦士ガンダムΖΖ』で描かれた第一次ネオ・ジオン抗争が終結した宇宙世紀0089年を舞台に、同抗争で戦死したはずのハマーン・カーンを名乗る女性の登場や「グリモア」という存在など、物語冒頭から謎を多くはらみつつ物語は展開する。
単行本各巻の最後は、 "To be, or not to be: that is the next question." という『ハムレット』の台詞の引用で締めくくられる。最終巻の第10巻のみ "fin" で完結する。
当初は全9巻で完結する予定だったが、予定になかったモビルスーツ (MS)・タイタニアIIを登場させることになって結末の大幅な変更がおこなわれ、全10巻で完結した。

### ヴァルプルギスEVE
『ヴァルプルギス』は、制作上・演出上の制約もあって主人公を中心に物語が展開した結果、多くの謎が残ったままになってしまった。そのため、同作の前日譚に当たる『機動戦士ガンダム ヴァルプルギスEVE』 (MOBILE SUIT GUNDAM VALPURGIS EVE)が『ガンダムエース』で短期集中連載された。

## あらすじ
第一次ネオ・ジオン抗争が終結して半年後の宇宙世紀0089年7月。フレドリカ・エルメ中佐を艦長とするアーガマ改級強襲用宇宙巡洋艦「ユーロン」を旗艦とするエゥーゴの艦隊は、サイド2コロニー「オリンポス」宙域に居座るネオ・ジオン残党の掃討を開始。その戦場に、戦死したはずのハマーン・カーンを名乗る女性（以下「ハマーン」）が率いる別のネオ・ジオン残党が現れる。
オリンポスに住む高校生の少年マシロ・オークスは、戦闘の流れ弾によって穴の開いたコロニーから宇宙へ吸い出されてしまう。目の前に白いジ・Oに似たMSが現れるが、マシロは流れてきた鉄柵に体を貫かれる。MSのパイロット、フィオリーナ・フィリーはそれを見て「パプテマス様が死んだ」と絶望し、失神する。しかし、マシロは父トニオの運転する車の中で目覚め、すでに傷口は塞がっていた。説明を訊く間もなく、トニオはマシロに学院のシェルターに避難するよう告げる。
ユーロンにはもうひとつの任務があった。別動隊のアナハイム・エレクトロニクス (AE) 社のレイモン・メキネスはマシロを「シャマール」「パプテマス・シロッコ」と呼び、特殊部隊「マスティフ」を使って拘束しようとするが、ふたたび白いジ・Oが自動操縦で現れ、マシロはコックピットに乗り込む。そこに同様の目的をもつハマーンのディマーテルと、それを追うエゥーゴのセイン・アマディオのΖII V型が現れる。三つ巴の戦闘の最中に白いジ・Oの装甲が剥がれ落ち、ガンダム・タイプのオーヴェロンが真の姿を現す。同時にマシロは何者かに乗っ取られるように覚醒し、宇宙でディマーテルと互角の戦いを繰り広げ、割って入ったネオ・ジオン残党の戦艦を撃沈する。
僚艦を失ったユーロンは失神したマシロらとオーヴェロンを回収し、オリンポスのドックに逃げ込む。ハマーンはオリンポスに脅しをかけ、退去を求められたユーロンは全速力での正面突破をこころみる。マシロは一旦は拒否するも、自分の意思でオーヴェロンに乗り込み出撃するが、前回と異なり操縦が素人であるため、エルナルド・バトのザク・マシーナリーに捕獲される。しかしマシロはふたたび覚醒、バト機を返り討ちにし、ディマーテルをハイ・メガ・キャノンでオリンポスごと消し去ろうとするが、セインの説得とフィオリーナとの交感により直前でマシロが正気を取り戻す。ユーロンは脱出に成功し、月のグラナダに入港。そこにはマシロの確保を命じたクリストフ准将が待っていた。
1週間後、グリモアの秘密を暴くためのオーヴェロン搭乗を拒否するマシロに対し、クリストフは「人格調整」をおこなおうとする。これをよしとしないレイモンは、配下の強化人間アリーゼ・マテバのファーヴニルでマシロとオーヴェロンを連れ去ろうとするが、マシロはこれを拒否。激昂したアリーゼと交戦中、地下に秘匿されていたジ・Oの残骸とオーヴェロンが共鳴して「隠し腕」が開放。さらにファーヴニルとも共鳴し、ギャプランに似た装甲が剥がれ落ちてΖΖガンダムの改修機としての姿を現し、本来の性能を発揮する。混乱の最中、潜入していたエルナルドがMSでフィオリーナを連れ去り、その際の破壊に巻き込まれたクリストフは戦死する。
オーヴェロンとジ・Oの残骸との共鳴の中で、マシロがビジョンで見たジュピトリスの秘匿区画「アンブロージア」。そこにはマシロと同じ顔の人間が複数コールドスリープされていた。アンブロージアはジュピトリス轟沈直前に切り離されており、生前のクリストフは暗礁宙域に秘匿されていると目星をつけていた。フレドリカはエゥーゴ上層部から「暗黙の了承」を取り付け、ユーロンにふたたびマシロらを乗せて暗礁宙域へ出発する。レイモンも民間軍事会社 (PMC) を雇い、あとを追う。3日後、ふたたびファーヴニルと交戦するオーヴェロンは「ガンダム」になれず苦戦するが、フィオリーナの姉コンチェッタのメッサーラ・グラシュティンのサポートにより、マシロが覚醒することなくガンダムになる。ファーヴニルとふたたび共鳴し、アリーゼの被検体としての過酷な過去を垣間見て、彼女を救いたいと願うマシロの意志にオーヴェロンが応え、その「力」によってファーヴニルからアリーゼを連れ出すことに成功する。
敵であったアリーゼは、ユーロンで捕虜として軟禁される。その直後、マシロは遂に何者かに完全に乗っ取られ、オーヴェロンを強奪して脱走する。セインはΖII V型Hi-Bst仕様で追いつくが、必死の呼びかけもむなしく撃破されてしまう。「シロッコの復活」とされるシャマールとなったマシロはレイモンと合流し、暗礁宙域にあるサイコ・フレア「オルフェウス」を起動させる。ネオ・ジオン残党の旗艦に乗るフィオリーナは感じ取ったシャマールの様子に違和感を覚え、オルフェウスを止めるためにハマーンをジュピトリス残党組織「クラン」の拠点である「嵐の庭」に招き、大型可変モビルアーマー (MA)・デルフィニウムを譲渡するが、パイロットはエルナルドに救助されていたセインが担当する。一方ユーロンでは、フレドリカが戦力拡充のためにアリーゼを解放し、陽動の隙にPMCの母艦「フラワーガーデン」に回収されているファーヴニルを奪取する「ホーネット・スティング作戦」を発動する。デルフィニウムはオーヴェロンと互角に渡り合い、マスティフはフラワーガーデンの占拠に成功する。
コンチェッタはユーロンに協力を申し出、搭載されていた「開かずのコンテナ」のひとつに秘匿されていたオリジナルのメッサーラに搭乗する。フィオリーナの思念体とともに、シャマールはシロッコではないと「王の審判」を下し、シロッコの最期を再現するかのようにMA形態でオーヴェロンに特攻をかける。しかし、肉体を失うも思念体となったシャマールはオルフェウスの「真の力」を発動させる。それは、人間から感情を奪って支配するというものであり、周囲の人々は次々にその影響を受けてゆく。
一方で、破壊を免れたオーヴェロンのコア・ポッドのコックピットで「マシロ」がみたび目を覚ます。そしてトニオが残したビデオレターにより、マシロは自分の出生の秘密を知る。マシロは動揺するも、まずは目の前のオルフェウスの破壊を優先するが、コア・ポッドではその防衛システムに太刀打ちできない。マシロが失ったはずのオーヴェロンの名を叫んだそのとき、「開かずのコンテナ」のひとつからフルアーマー・オーヴェロンが起動してコア・ポッドと合体。マシロが死んだ人々の思念体に体を貸してのハイ・メガ・キャノンの一撃によりオルフェウスは破壊され、シャマールの思念体もシロッコの姿となって消え去る。
周囲の人々は正気を取り戻し、事態は終息するかに見えた。しかし、シロッコ復活に失敗したクランは戦力を立て直すため往還船「ジュノーン」で木星圏へ脱出を図り、師父ハイファンに逆らったフィオリーナを拘束して「調整」するため連れて行こうとする。それを阻止しようとマシロはジュノーンを追撃、迎撃に出たMS隊をものともせずに追い付くが、ジュノーン艦内からタイタニアIIが現れて立ちはだかる。フィオリーナは無人のタイタニアIIのコックピットで薬物を投与され、ハイファンの「操り人形」となってマシロと交戦する。一連の戦闘に巻き込まれる形でクランは壊滅、マシロの必死の呼びかけによりフィオリーナの説得にも成功したかに見えたが、彼女はそれまでの記憶のほとんどを失ってしまう。そんなフィオリーナにマシロは、生まれ変わったつもりで自分たちが進む未来を一緒に考えようと語りかける。

## 登場人物
担当声優はゲーム作品への客演時の配役。『スーパーガンダムロワイヤル』にて初めて設定された。

### 主人公
マシロ・オークス (Mashiro Okusu)
声 - 畠中祐
本作の主人公。眼鏡をかけている。ごく普通の高校生として暮らすが、実際には非凡な才能をもっており、それを父から表に出さないよう戒められている。しかし、レトロゲーム『ヴァルプルギスの夜』のスーパープレイをアングラのネットワークに公開したことから、複数の陣営から狙われることとなる。
その正体は、シロッコの人格と記憶を引き継ぐためにトニオが開発した、有機合成された「バイオロイド」。サンプルとして稼働させた「素体」に人格が芽生え、自分の「罪」を自覚したトニオがクランを離脱する際に連れて行く。その後記憶調整を受け、オリンポスでトニオと暮らし始める。
疑似的に「不死」を実現するためにも開発されており、グリモアによって自我をもたない「スペア」を無意識に遠隔操作している。死んだマシロの肉体はすべてスペアであり、オリジナルの「素体」はオーヴェロンのコア・ポッドのコックピットで長い間眠っていたため、髪が伸び放題になっている。
シャマールに完全に肉体を乗っ取られたあとは思念体となって戦闘中のセインに手を貸し、フィリー姉妹によるメッサーラの特攻の際にはみずからの命もかえりみずに自分の肉体（スペアであることはまだ知らない）を押さえつける。
オーヴェロンに懐かしさを感じるなど、わずかであるがシロッコの記憶を引き継いでおり、初めてMS（オーヴェロン）に搭乗した際にもある程度操作しているが、シャマールに乗っ取られていない状態では素人の操縦技術である。その後はシミュレーションによる訓練をおこない、シャマールも認めるほどの戦闘能力を発揮するが、ラストで感応するシロッコに「俗人のひとりとして生きろ」と彼の記憶と能力をもち去られる際には、操縦技術ももとに戻っている。
シャマール
マシロの肉体をパプテマス・シロッコの残留思念が乗っ取った状態。ただしフィリー姉妹は、シロッコがみずから「王」と名乗るはずがない、オルフェウスの「真の力」のような偽りの救済はシロッコの意志ではないと否定している。一方でハイファンは、長い間シロッコに付き従った自分が決めること、オルフェウスはシロッコが生前に呼び寄せたものであり彼の意志であると反論している。また生前のトニオはフィオリーナに、ハイファンはシロッコを「悪霊」にすると語っている。
ニュータイプ能力をもち（戦闘時に額から「稲光」を発する描写がある）、ファンネルによるオールレンジ攻撃をものともせず、交戦するハマーンを名乗る女性は「シロッコの動き」と評している。
マシロがオーヴェロンに搭乗する際に2度、一時的に乗っ取っているが、2度目ではセインの呼びかけに頭痛をおぼえるなど完全に掌握しきれていない様子がうかがえる。アリーゼ救出直後にはユーロンのデッキでオーヴェロンのコックピットの前に立っていたマシロを乗っ取ってオーヴェロンを強奪、セイン機撃破直前にマシロの意識が戻りかけるも精神感応で彼と同じ姿（眼鏡もかけている）で現れ、浸食する形で完全に乗っ取り撃破する。その後、レイモンとの合流の際にはみずから「シャマール」と名乗っている。メッサーラの特攻により肉体を失ったあとは思念体となり、マシロと同じ姿をしているが眼鏡はかけていない。
オルフェウス破壊の際には、マシロとの感応の中でサラが迎えに現れ、シロッコの姿に変わって消える。その後タイタニアIIに搭乗するフィオリーナを救おうともがくマシロにティターンズ在籍時の制服姿で感応し、助言したり怨念と化したクランのメンバーから守ったりしている。

### クラン
0088年3月に、ジュピトリス生存者のシロッコ派によって結成された秘密結社。「シロッコの復活」を目的とする。
フィオリーナ・フィリー
声 - 高野麻里佳
本作のヒロインで、愛称は「フィー」。シロッコを、重力の呪縛から人の魂を解放する人類の救世主として慕っている。グリモアの開発に関わるとともに、みずからの胸元にグリモアを円形の紋様（「タリスマン」と呼ばれる）として焼き付けており、遠隔でオーヴェロンの起動やある程度の操作をおこなえる。
第一次ネオ・ジオン抗争終結後、ネオ・ジオン残党の捕虜となる。強化人間調整用の薬を投与されて廃人同然の状態にされ、起動のためにオーヴェロンに乗せられるが、「シロッコ」がオリンポスにいることが分かると正気を取り戻す。脱出の際に右脇腹に銃弾を受けるも、そのままマシロのもとに向かう。そのためネオ・ジオン軍のノーマルスーツを着用しており、マシロからはネオ・ジオンの所属と思われている。
エルナルドによってふたたびネオ・ジオン残党の捕虜となるが、タリスマンによって唯一オーヴェロンを覚醒できる存在（「白の魔女」と呼ばれる）であるため、客人として扱われる。
タイタニアIIのパイロットとなったあと、マシロの説得により正気を取り戻し、操っていたハイファンを攻撃して殺害するが、薬物によって敵意を増幅されており、なおもオーヴェロンを攻撃する。マシロとの最後の感応では、表出した自分の攻撃性を恐れるも最終的に説得に応じ、脱出ポッドを作動させる。しかし、戦争に参加していたことや何か使命があったことはおぼえているが、マシロのことや自分の名前をおぼえておらず、記憶障害が生じている。
コンチェッタ・フィリー
フィオリーナの姉で、愛称は「コニィ」。妹とはレイモンが勘違いするほど酷似しているが、性格は異なりクール。妹と同じく胸元にタリスマンをもち、離れていても精神感応による会話が可能。
当初はメッサーラ・グラシュティンに搭乗し、シャマールとともにレイモンと合流するが、妹同様シャマールの様子に違和感をおぼえ、ユーロンに協力を申し出る。タリスマンによって「開かずのコンテナ」を開け、秘匿されていたメッサーラのオリジナルに搭乗する。
ジュノーンを追うマシロに妹を託し、オルフェウスからグリモアの結晶をもち去ろうとするハマーンを名乗る女性に玉砕覚悟で挑み、戦死する。
トニオ・オークス / トニオ・マンハイム (Tonio Okusu / Tonio Mannheim)
マシロの父親代わりだが、「オークス」は偽名である。表向きは採掘機械の研究技師だが、実際の専門は大脳生理学であり、アンブロージアで主任研究員を務めていた。ジ・Oの開発にも抜擢され、シロッコの信頼を得てオーヴェロンの設計図を見せられる。
その後クランの一員となるが、シロッコやシャマールを世俗の権力闘争に利用されるのを嫌い、メッサーラで「素体」と「白のグリモア」とともに脱走、AE社に亡命。オリンポスでマシロと暮らし始める。マスティフの追跡を受ける中、研究所で発生した火事により死亡（直接は描かれていないが、最終決戦で思念体として現れる）。
ハイファン
初出はアニメ『機動戦士Ζガンダム』。本作ではクランのリーダーであり、「師父」と呼ばれる。

### エゥーゴ
フレドリカ・エルメ (Frederica Elleme)
アーガマ改級強襲巡洋艦「ユーロン」の女性艦長で、階級は中佐。身内からは「フリッツ」のニックネームで呼ばれる。
母は一年戦争で死亡。父は地球連邦軍のクリストフ准将であるが、グリプス戦役ではその素性を隠してエゥーゴに参加、サラミス改級巡洋艦の副長や艦長代理、アイリッシュ級戦艦の副長を勤め上げ、艦長不足のエゥーゴ艦隊の中で頭角を現し、ユーロンで初めて艦長に抜擢される。
不慣れながら作戦の指揮を執り、任務遂行より人命を優先しながらも作戦を成功させる。オルフェウス破壊後のネオ・ジオン残党軍との戦闘による損傷で制御を失ったユーロンの総員退去を命じ、自身はグリモアの秘密を確かめるためにひとり残り、オルフェウス内部に不時着する。秘密を知ったあと、残るグリモアとその研究施設であるアンブロージア破壊するため、遠隔でユーロンを自爆させる。その後ノーマルスーツで宇宙を漂うが、セインのコアMSに発見され救出される。
セイン・アマディオ (Thane Amadio)
ユーロン所属のMSパイロットで、階級は大尉。ハウンド隊の隊長としてΖII V型に搭乗する。
一年戦争時に宇宙戦闘機からMSパイロットに転向し、ソロモン攻略戦やア・バオア・クー攻略戦を戦い抜く。グリプス戦役では、所属部隊ごとエゥーゴに移り、ネモに搭乗してコロニーレーザー争奪戦にも参加している。第一次ネオ・ジオン抗争では、積極的に対ネオ・ジオンの作戦に参加しており、失敗に終わったアクシズ攻略戦にも参加していたと言われる。コア3沖会戦にも参加予定だったが実現していない。
マシロに友人として接し、シャマールに乗っ取られた時は元に戻そうと辛抱強く説得する。マシロが完全にシャマールとなった際にも追撃して説得を繰り返すが、撃破されてしまう。しかし脱出ポッドで一命を取り留め、エルナルドに救出され、怪我を押してデルフィニウムのパイロットを名乗り出る。決戦を戦い抜き、フレドリカを救出したところでコアMSの推進剤が底を突くが、もち前の「悪運の強さ」で友軍機に発見される。
『EVE』では、第一次ネオ・ジオン抗争終結時の残敵掃討においてファーヴニルの原型機であるヘッジホッグに搭乗する。
ユーリィ・ハックマン
ユーロンのナビゲーターで、階級は少尉。
グリプス戦役以前から連邦軍に在籍するベテランのひとりで、確かな操艦技術をもつことから副長直々にスカウトされる。フレデリカの実質的な補佐役。一年戦争時に両親を失う。
アレクセイ・コリン
ユーロンのコ・ナビゲーターで、階級は軍曹。通称は「アレックス」。
グリプス戦役で被災し、周囲や状況に流されてなし崩し的にエゥーゴの軍学校に入学、宇宙軍に入隊する。臆病な性格。
サンク
ユーロンのブリッジクルーのひとり。浅黒い肌にアフロヘアーで、眼鏡をかけている。
ジャッコ
ユーロンのメカニックのひとりで、階級は伍長。浅黒い肌で短髪。マシロがシャマールとなってオーヴェロンを強奪する際、トリモチ・ランチャーで壁に叩きつけられ、そのままハッチの開放による急減圧に巻き込まれて重傷を負う。
ロクサーヌ・ロックス
サラミス改級巡洋艦「バレンシア」の女性艦長で、階級は少佐。
サイド2奪還作戦でバレンシアは撃沈されるが、ほかの乗員とともに「ユーロン」に救助される。しかし、マシロを確保してすぐに戦線を離脱しなかったフレデリカの作戦指揮に異を唱える。
グラナダでクリストフの命によりユーロンの艦長代理となる。融通の利かない指揮にセインは、艦長はクルーを生かす奴か殺す奴の2種類しかいないと非難する。結局、出港することなくふたたびユーロンの随伴艦長となるが、ユーロン轟沈の際にはランチをデブリから守るために収容完了まで艦を盾にするよう命じ、クルーから意外に思われている。
マーレイ・クリストフ
階級は准将。フレドリカとエルナルドの父で、娘曰く、人を道具のように利用する。息子曰く、エゥーゴに参加したのは「日和見主義」から。真の地球圏統一のためにシロッコの叡智を求めており、マシロの確保を命じる。しかしシロッコを「復活」させるのは危険と考えている。
エルナルドによるフィオリーナ確保の際、崩れる天井の破片による負傷がもとで死亡。
ジェシー・レオン
クリストフ准将直属の特殊部隊「マスティフ」の隊長で、階級は少佐。スキンヘッドで、髭を生やしている。命令によりレイモンの指揮下に入るが、彼のことはよく思っていない。マシロを、放置すれば戦争の災禍を引き起こす「悪魔の赤ん坊」として危険視するが、彼の言動から協力的になっていく。
マスティフはクリストフの死後ふたたびユーロンに乗艦し、ホーネット・スティング作戦でフラワーガーデンの占拠に成功する。
レント・ナスカ
グラナダ守備隊所属で、階級は大尉。ネモ・リメスに搭乗。同基地の多大な被害の責任を問われ、中尉に降格する。
オルフェウス崩壊後、ユーロン随伴艦の増援艦隊のMS隊の一員として戦闘に参加する。
グリプス戦役ではハウンド隊に所属しており、ネモに搭乗してコロニーレーザー争奪戦にも参加している。コール・サインは「ハウンド3」。
『EVE』では、セインとともにヘッジホッグに搭乗する。またセイン同様、もと戦闘機乗りであったことも明かされる。
アリーゼ・マテバ
強化人間の少女で、階級は准尉。攻撃的な性格で、セインからは「狂犬娘」と呼ばれる。グラナダ守備隊所属で、ファーヴニルの専属パイロットであるが、その実はレイモンの配下である。
一年戦争のコロニー落としで母親を亡くして叔母に引き取られるが、ニュータイプ研究所に売られる。「アウストル」の名で被検体として、フランチェスカによる過酷な実験を強いられるが、研究所がシロッコの管理下となることで救われる。
個人的にグリモアの本質を探っており、オーヴェロンのOSの起動に必要な遺伝子情報を得るためにマシロに迫り、ディープキスによって唾液を採取するといった大胆な行動に出る。
ホーネット・スティング作戦の際には、協力するふりをして脱走を図ろうとするが、戦死したと思われたセインを感知して大声を出してしまい、フレドリカに見つかって強制的に参加させられる。その後の戦闘ではオルフェウスの破片から友軍を守るなど、口の悪さは変わらないものの自己中心的な考え方からの脱却がうかがえる。またコンチェッタの思念体の要請に応えてハイ・メガ・キャノンを発射し、オーヴェロンがタイタニアIIの隙を突くきっかけを作っている。

### アナハイム・エレクトロニクス社
レイモン・メキネス
AE社グラナダ支社第3営業開発部（『EVE』より）の室長。シロッコを「王」と崇拝し、クランとは別にマシロ（シャマール）を使ってその復活を果たそうとする。
オーヴェロン再現計画に参加するが、上層部の命令により突如中止となる。上司のフランチェスカを銃で殺害し、彼女がグリモアを横流ししたクリストフ准将に「共犯」の取引をもちかける。
クリストフがマシロを「人格調整」しようとしたことで見限り、グラナダ基地脱出後は独自にPMCを雇って暗礁宙域でアンブロージア捜索をおこなう。マスティフによって母艦が占拠され、手錠をかけられて拘束されるが、オルフェウスの影響を受ける直前には手錠が外れている。その後の去就は不明。
『EVE』では、戦争で両親を亡くした過去が明かされる。のちに敵となるΖII V型の開発に携わっており、ヘイミルからは「主任」と呼ばれている。オーヴェロン再現計画のため極秘に立ち上げられた開発室の「室長」として、フランチェスカより0088年5月初旬に任命される。
コバサン
技術者で、オーヴェロン再現計画に参加。トニオの協力者となるが、ともに死亡（最終決戦で思念体として現れる）。
デルエスト
レイモンがグラナダ基地脱出後に雇ったPMC「ウェルキャスト」所属艦「フラワーガーデン」の艦長。
ヘイミル
レイモンの部下の女性で、ともにフラワーガーデンに乗り込む。
フランチェスカ・メレル
第3営業部の部長で、オーヴェロン再現計画の開発責任者。廃棄処分となるグリモアの試作品をクリストフ准将に横流しし、オーヴェロンも「私物化」しようとしたため、レイモンに射殺される。
以前はニュータイプ研究所でアリーゼ（アウストル）を被検体にサイコミュの研究をおこなうが、研究所がシロッコの管理下になったことで中止に追い込まれた過去をもつ。
『EVE』では、セラーナ率いるネオ・ジオン穏健派にザク・マシーナリーを売り込む。また、レイモンに殺害されたことは「自殺」として処理されている。

### ネオ・ジオン残党
ハマーン・カーンを名乗る女性
ハマーンを名乗り、第一次ネオ・ジオン抗争終結後のネオ・ジオン残党軍のひとつ（3本のバラの花をモチーフに "De Grimore Rouge" と記された部隊章を使用）を率いる女性で、声紋もハマーンと照合する。ディマーテルに搭乗して前線に出ることもある。「白のグリモア」とその適合者を求める。
その正体は、強化処置を受け、自分の記憶をハマーンとして書き換えさせたハマーンの妹、セラーナ・カーンであった。
エルナルド・バト (Ernardo Bato)
ネオ・ジオン残党軍の親衛隊のパイロット。乗機のザク・マシーナリーを換装した際に金色に塗装し、ハマーンを名乗る女性に「当てつけがすぎるぞ」と叱責を受ける。しかし、腕は確か。
その実態はクリフトフの長男であり、フレドリカの兄。セインとは「一年戦争からの腐れ縁」であり、エゥーゴではハウンド隊に所属し、コロニーレーザー争奪戦ではネモでフライングアーマーに乗り、スナイパー・ビーム・ライフルを携行する。コール・サインは「ハウンド2」。しかし、グリプス戦役終結時に「反連邦」であるエゥーゴが連邦にすり寄るのをよしとせず、ネオ・ジオンに合流。エゥーゴではMIA認定を受け、事実を知るのはセインのみである。その後、バト家の推挙によりハマーンと謁見し、「スペースノイドの真の解放」を望むと語り、信頼を得る。
グラナダに入港したユーロンを追って、単身グラナダに潜入。整備員に変装してオーヴェロンを奪取しようとするが失敗。その後ネモ・リメスに搭乗して、フィオリーナの確保に成功する。
暗礁宙域では専用のザクIII改で単独行動をとるが、途中でセインのΖIIの残骸および脱出ポッドを発見し、ポッドをサダラーンに運ぶ。ふたたび暗礁宙域で、オルフェウスを起動したシャマールのオーヴェロンを狙撃するもかわされる。その後、フレドリカをかばうためにユーロンのブリッジを狙うオーヴェロンのビーム・ライフルの射線上に立ちはだかり、盾となって戦死。その後は思念体となり、マシロの一撃に力を貸したり、フレドリカやセラーナを助ける。

### 民間人
ルチア
マシロのガールフレンド。アングラのネットワークにゲームのプレイ画像をともに投稿するなどマシロと親しく、マシロも大切な存在として感じている。友人曰く「妙にカンが鋭い」。
オリンポスの市長である父に、行方不明となったマシロの捜索を懇願する。マシロがオリンポスを離れたあとは、マシロの回想以外では登場しない。

### EVEのみの登場人物
サンド
サザダーン所属で、階級は技官。プロトタイプ・ディマーテル担当であるが、セラーナの要請によりグラナダのニュータイプ研究所（ニタ研）とコンタクトをとり、ともに行動する。
ロン
グラナダのニタ研の職員。偽名であり、その正体はローレン・ナカモト。セラーナの強化人間化およびハマーン化の要請に躊躇するが、強硬派の襲撃を知り、残党に合流して実行する。
ハマーン・カーンの影武者
セラーナとは別人。先代の側近たちによって用意されるが、ハマーンは不要の考えを貫き、近づくことさえ許さなかったため、第一次ネオ・ジオン抗争でも後方に下げられ出番がなかった。戦後セラーナと面会し、以降は姉の分まで自分自身の人生を生きるよう言われるが、その前にセラーナのハマーン化の負担軽減のために力を貸す。

## 登場兵器
以下の機体はリンク先を参照。
エゥーゴ
- MSZ-008V ΖII V型
  - MSZ-008V ΖII V型Bst仕様
- MSZ-009H3 ファーヴニル
  - MSZ-009H2 ヘッジホッグ （『EVE』）
- MSA-003 ネモ
  - MSA-003R ネモ・リメス
- RGM-86R ジムIII（『EVE』）
- アーガマ改級強襲巡洋艦「ユーロン」
- アイリッシュ級戦艦
- サラミス改級巡洋艦
- ネェル・アーガマ（『EVE』）

ネオ・ジオン残党
- AMX-114 ディマーテル
  - プロトタイプ・ディマーテル（『EVE』）
- MS-11R ザク・マシーナリー
  - MS-11RS ザク・マシーナリー（エルナルド機）
  - ザク・マシーナリー（試作型）（『EVE』）
- AMX-004 キュベレイ（『EVE』）
- AMX-006 ガザD
- AMX-009 ドライセン（『EVE』）
- AMX-011S ザクIII改（エルナルド・バト機）
- AMX-101 ガルスJ
- AMX-102 ズサ
- MA-05M ビグロマイヤー（『EVE』）
- サダラーン
  - サダラーン級戦艦「サザダーン」
- エンドラ級巡洋艦（『EVE』）
- キュイ（『EVE』）
- ワッパ（『EVE』）

クラン
- PMX-000 メッサーラ
  - PMX-000G メッサーラ・グラシュティン
- PMX-002 ボリノーク・サマーン
- PMX-004-2 タイタニアII
- RX-110 ガブスレイ
- RX-139 ハンブラビ
- 往還船「ジュノーン」

PMC「ウェルキャスト」
- RGM-79WN+B-PARTS ジム・グラム・スカイ
- 巡洋艦「フラワーガーデン」

### オーヴェロン
シロッコがグリプス戦役後を見据えて0087年末に構想し、0088年1月にタイタニアとともに設計した次世代MS。トニオは「ジ・Oのガンダム・タイプ」と評している。
AE社に亡命したトニオが本機の設計図およびグリモアを提供し、AE社は技術的関心から機体の再現をこころみ、完成させる。しかし、建造直後に計画はもみ消され、機体も行方不明となる（トニオは「奪われた」と述べている）。
ネオ・ジオン残党が暗礁宙域で大破したコロンブス級輸送艦の中から本機を発見し、薬漬けにしたフィオリーナを搭乗させて起動させようとするが、モニターがシロッコ（マシロ）の位置を示したことでフィオリーナが正気を取り戻し、そのまま機体を奪ってオリンポスに向かう。このときは全身に偽装装甲としてジ・Oを模したチョバム・アーマーをまとった「アーマー形態 (Over.on(CHOBHAM ARMOR))」であり、ガンダム・タイプとは認識できない。
グリモアを搭載したコア・ポッドが背部にドッキングすることで、機体性能・機能のすべてを発揮する。コア・ポッド後部がそのまま宇宙用バックパックとなる。コア・ポッド側のほか、胴体側のサブ・コックピットでも操縦可能であり、マシロやフィオリーナはこちらで操縦している。
通常は頬当てが閉じ、ひさしが下がりV字アンテナも閉じた状態となっており、シャマールの覚醒、あるいは支援型増加兵器であるメッサーラ・グラシュティンとの同調によってこれらが展開して「ガンダム」となり、本来の高性能を発揮する。また、メッサーラ・グラシュティンと合体して「オーヴェロン・メッサーラ・グラシュティン第三形態」および「第四形態」となる。
マシロの最初の覚醒により「開かずのコンテナ」のひとつが開放され、メガ粒子砲内蔵多層型シールドが使用可能となる。当初はガンダム試作2号機のラジエーター・シールドに似た大型のものであるが、攻撃を受けて表層が剥がれ落ち、本来の姿を現す。メガ粒子砲使用時には、中央部がスライドする。前縁部はヒート・シザースとして展開し、内側にビーム刃を発生させる。後縁部はスライドしてグリップになる。また、グラナダでのジ・Oの残骸との共鳴時には、膝部の隠し腕が開放される。
『EVE』では、0089年にグラナダで移送中のAE社のトレーラーが、偶然にマシロがセラーナを乗せてネオ・ジオン強硬派から逃れるため操縦するワッパと衝突。マシロの危機に反応して無人で起動し、敵のワッパをハッチ越しの張り手で撃破し、残敵を撤退させる。

### フルアーマー・オーヴェロン
作中ではコバサンが「オーヴェロン・フルアーマー・カスタム」と呼んでいる。AGX-11が抹消されたことを受け、急遽建造されたスペアの3機目（&（アンパサンド）ガンダム (Ampersand Gundam)と呼ばれる）をベースに、百式の強化プラン（フルアーマー）を流用し、生残性と火力の両方を向上している。ハイ・メガ・キャノンを装備し、Iフィールドの展開も可能となっている。本体は濃淡グレーを基調とし、増加装甲は原型機とほぼ同じカラーリングとなっている。なお、同時に建造された2号機はモノクロでカラーリングは不明であるが、1号機とも&ガンダムとも異なる白っぽいカラーリングとなっている。2号機の消息は不明。
ユーロンに搭載されている「開かずのコンテナ」のひとつに封印されており、1号機を破壊されコア・ポッドのみとなったマシロに届けるためにフィオリーナがタリスマンにより遠隔からコンテナを開放しようとする。しかし、ハイファンに銃床で後頭部を殴られ昏倒し、阻止される。だが直後、マシロの強い呼びかけに呼応して開放、無人で起動してコア・ポッドとドッキングする。

### デルフィニウム
ガンダム試作3号機「デンドロビウム」に酷似した試作型大型機動兵器であるが、メガ・ビーム砲は2連装となっており、さらにMS形態への変形機構をもつ。作中でも機体データが照合不能であるもののガンダム開発計画との関連が指摘され、出自を知るフィリーナも「ティターンズの台頭以前に封印したいわくつきの機体を元にした模造品」と呼んでいる。
特務機関「嵐」によって宇宙世紀0085年に開発が開始される。地球至上主義の「嵐」はAE社を排除して開発をおこなうが、機動性と航続距離、運動性と搭乗者負担のいずれの問題も解決できず、さらに0087年10月にアステロイド・ベルトから公国軍残党「アクシズ」が舞い戻ってきたため存在意義を失い開発は凍結。ムーバブルフレーム以前の古い設計のため、未完成のまま放棄される。
のちに「嵐」の拠点である「嵐の庭」を接収したクランによって、サイコガンダムをはじめとする巨大MS・MAを参考に、グリプス戦役当時の先端技術を投入し再設計される。爆発的な推進機能を維持しつつ、運用面における柔軟性を確保し、0089年における実戦に耐えうる高水準な機体として完成する。試作兵器であるため、コアMSは既存のガンダムタイプとジムタイプを混成した間に合わせのジャンク機を流用しており、パイロットの生還率向上のためフルアーマー化されている。右腕にツイン・メガ・ビーム砲（兼ツイン・メガ・ビーム・サーベル）、左腕にIフィールド・ジェネレーターを装備するが、後者の内部には4本指の大型マニピュレーターが隠されている。
サイコ・フレア「オルフェウス」の起動に危機を感じたフィオリーナが、これを止めるためにハマーン・カーンを「嵐の庭」に招き、譲渡する。フィオリーナは「番人の槍」とも呼んでいる。

## 用語
グリモア
シロッコが開発した、サイコミュのひとつの形。アリーゼ曰く、ひと言で言えば「バイオセンサー」であるが、それはグリモアの「表層」であり、「本質」は彼女自身も個人的に探っている。
オルフェウス破壊後、ハマーンを名乗る女性がフレドリカに語るところによれば、「サイコミュの細胞」「本を編む字」と表現し、相互に連絡可能な極小の演算素子を無数に並べ、そのネットワークにより巨大なコンピューターを仮想的に構築するとされる。それ自体は小さな粒であり、MSのわずかな隙間も利用できるといったのちのサイコフレームと同様の特性をもつほか、マシロのように体内を循環させることや、フィオリーナのように皮膚に焼き付けることも可能であり、人の新たな可能性を拓くという。
グリモアを搭載した機体は、「○（色）のグリモア」とも呼ばれる。
- 白のグリモア - オーヴェロン（シロッコが設計した機体を、トニオがもち出した設計図とグリモアによりAE社が建造）
- 赤のグリモア - ディマーテル（ネオ・ジオン残党軍所属、グリモアの入手経路は不明）
- 青のグリモア - ファーヴニル（エゥーゴ所属、グリモアはAE社のフランチェスカがクリストフ准将に横流し）
- 無色のグリモア - メッサーラ（「原初の機体」と呼ばれる）

エルドリッジ・システム
グリモア搭載機は、Ζガンダムがジ・Oを行動不能にした現象を再現可能となる。これは「エルドリッジ効果」と呼ばれ、周囲のMSの関節部や変形機構をロックする。ただし、スラスターは使用可能であるため、脱出は不可能ではない。グリモア搭載機同士の戦闘では、NT能力が高い者の搭乗機がエルドリッジ効果を発動させる。ただし、グラナダ基地防衛隊のネモ・リメスは影響を受けていない。
トニオが、Ζガンダムのジ・Oへの特攻時に起きた現象（「グリプス・ダウン」と呼ばれる）を目撃し、システムの着想を得るが、そのメカニズムは解明されぬままである。
嵐
ジオン公国軍残党狩りのため、アステロイド・ベルトへの遠征を目標とする連邦軍の極秘・特務機関。地球至上主義者が中心であり、スペースノイド寄りのAE社を排除して独自の兵器開発も進める。しかし、アクシズが地球圏に帰還したことでその存在意義を失う。
嵐の庭
「嵐」が暗礁宙域に設置した拠点で、のちにクランが接収する。
サイコ・フレア「オルフェウス」
0084年に木星圏で開発が開始され、ジュノーンによって地球圏に運ばれて0088年3月にクランに引き渡される。ハイファンによれば、これはシロッコの意志によるものとされるが、地球圏に到着したのはシロッコの死後である。
外観は球形の小惑星だが（コンチェッタは資源衛星と認識していた）、シャマールによる遠隔操作により水平の中心線上に人工の構造体が表出し、「サイコ・フレア」と呼ばれるビームを360度に発射したり、一方向に集中して発射したりすることが可能となる。しかし、その「真の力」は、周囲の人間に過剰な多幸感を与えて薬物中毒者のように鈍らせるというものである。
隕石が割れて内部構造体が姿を現すと、防衛システムとして多数の無人航宙戦闘機が運用可能となる。
アンブロージア (Ambrosia)
ジュピトリス内にある秘匿区画。トニオらがグリモアやシャマールの研究をおこなっており、シャマールの「スペア」が複数人コールドスリープされている。ジュピトリスの轟沈直前にはトニオによって切り離されたあと、オルフェウスの中心部に移設される。

## スタッフ
脚本・原案・漫画（作画）は冒頭を参照。
- メカニックデザイン：倉持キョーリュー
- メカニックデザイン協力：曽野由大
- キャラクターデザイン協力：バンダイナムコスタジオ（盛岡聖人）
- 設定考証：岡崎昭行
- ロゴ・装丁デザイン：草野剛デザイン事務所
- 編集：月刊ガンダムエース編集部
- 編集協力：MF文庫J編集部
- 企画：制作協力：バンダイナムコエンターテインメント
- 監修：サンライズ

## 書誌情報
本編、『EVE』共に角川コミックス・エースより発売。
- 『機動戦士ガンダム ヴァルプルギス』、全10巻
  1. 2018年3月26日発売[22]、ISBN 978-4-04-106541-9
  2. 2018年8月25日発売[23]、ISBN 978-4-04-107280-6
  3. 2019年2月26日発売[24]、ISBN 978-4-04-107891-4
  4. 2019年9月26日発売[25] 、ISBN 978-4-04-108670-4
  5. 2020年2月26日発売、ISBN 978-4-04-109214-9
  6. 2020年9月26日発売[26]、ISBN 978-4-04-109214-9
  7. 2021年3月26日発売[27]、ISBN 978-4-04-111177-2
  8. 2021年11月26日発売[28]、ISBN 978-4-04-112101-6
  9. 2022年5月26日発売[29]、ISBN 978-4-04-112472-7
  10. 2022年12月26日発売[30]、ISBN 978-4-04-113434-4
- 『機動戦士ガンダム ヴァルプルギスEVE』、既刊3巻（2024年9月25日現在）
  1. 2023年9月26日発売[31][32]、ISBN 978-4-04-114214-1 / ISBN 978-4-04-114164-9（特装版[注 9]）
  2. 2024年3月26日発売[33]、ISBN 978-4-04-114800-6
  3. 2024年9月25日発売[34]、ISBN 978-4-04-115431-1
  4. 2025年6月26日発売[35]、ISBN 978-4-04-115791-6

## 関連メディア

### ゲーム
機動戦士ガンダム エクストリームバーサス2 クロスブースト
2021年7月29日よりアップデートでオーヴェロンが参戦。
SDガンダム GGENERATION ETERNAL
2025年5月よりオーヴェロンが実装。